# Norman Schwarzkopf junior

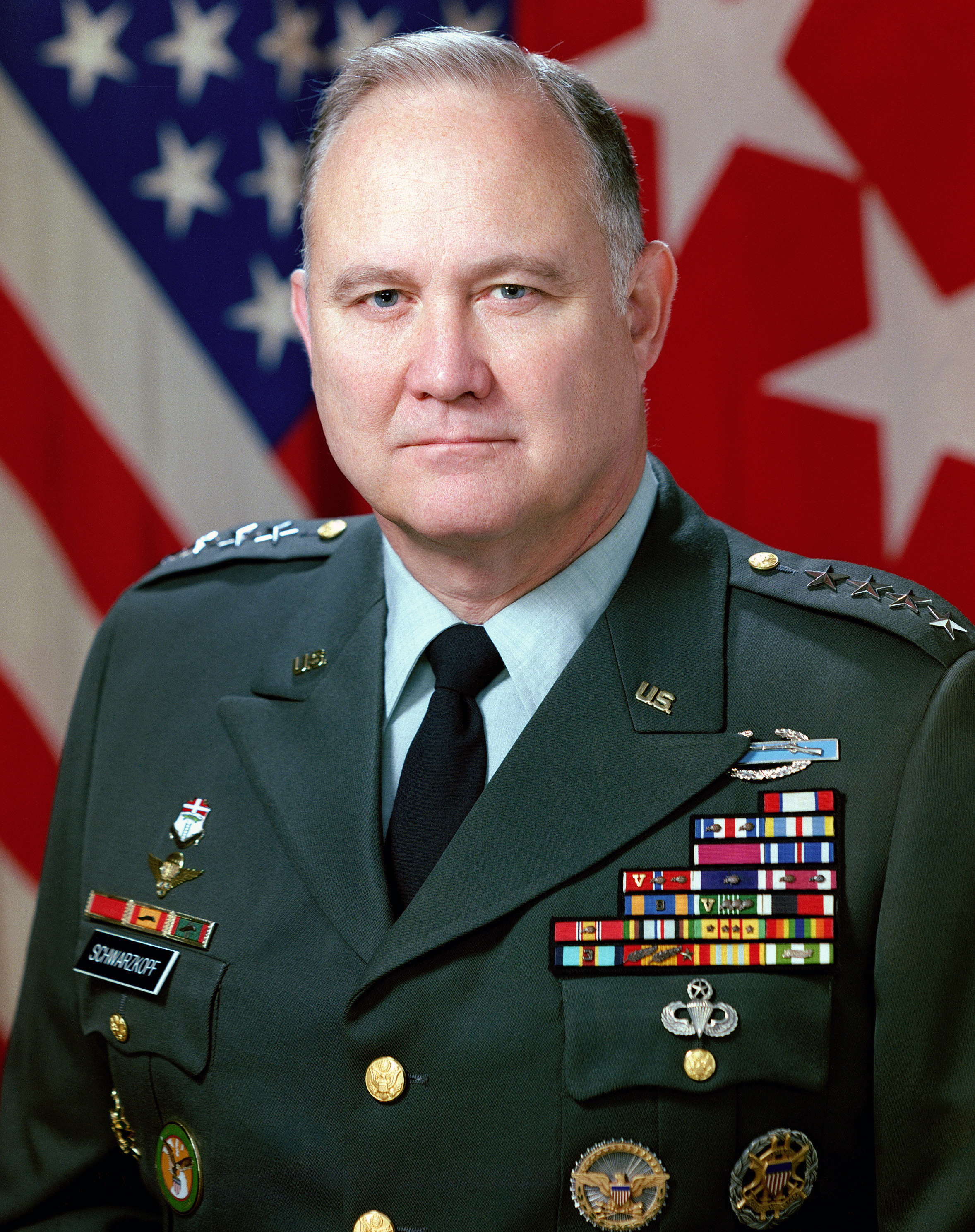
General Norman Schwarzkopf (1988)

H. Norman Schwarzkopf junior KCB (* 22. August 1934 in Trenton, New Jersey; † 27. Dezember 2012 in Tampa, Florida) war ein General der US Army. Er war von 1988 bis 1991 Kommandeur des United States Central Command und Befehlshaber der Koalitionstruppen im Zweiten Golfkrieg.

## Militärische Laufbahn

### Ausbildungsjahre
Schwarzkopfs Vater Herbert Norman Schwarzkopf gab nur den Anfangsbuchstaben seines ersten Vornamens an seinen Sohn weiter, da er selbst nie Herbert genannt werden wollte. 1942 wurde Schwarzkopfs Vater von der US Army eingezogen und wenig später wurde er selbst auf eine Militärschule geschickt. An seinem 12. Geburtstag zog Schwarzkopf zu seinem Vater, der im Iran stationiert war. Von diesem Zeitpunkt an lebte er nur noch unter Soldaten. Im Iran gefiel es ihm sehr, sein Vater nahm ihn oft zu offiziellen Empfängen mit, sodass er schon bald die Arbeit eines Generals näher kennenlernte. In dieser Zeit entwickelte er ein Verständnis für die Kultur des Nahen Ostens, was sich im Laufe seiner Karriere als hilfreich erwies.
1947 absolvierte er in Genf eine internationale Schule und lebte danach in Frankfurt am Main und Heidelberg. 1950 kehrte er schließlich in die Vereinigten Staaten zurück, wo er an der Militärschule Valley Forge Military Academy seinen Abschluss machte. Danach absolvierte er die US Military Academy in West Point, die 1917 schon sein Vater absolviert hatte, und graduierte 1956 als 42. seines Jahrgangs mit einem Bachelor of Science in Maschinenbau. 1964 erwarb er an der University of Southern California den Master in Maschinenbau. Nach dem Abschluss in West Point wurde Schwarzkopf als Second Lieutenant zur Infanterie versetzt. Seine erste Verwendung war die eines Platoonführers (Zugführers) und Executive Officer der 2. Luftlandekampfgruppe in Fort Benning, Georgia.
In Fort Benning erhielt er dann die erweiterte Ausbildung zum Infanterie- und Luftlandeoffizier. Danach wurde er bei der 101. US-Luftlandedivision in Kentucky und der 6. US-Infanteriedivision in Deutschland als Oberleutnant eingesetzt. Von 1960 bis 1961 war er Adjutant im US-Berlin-Kommando und er wurde 1961 zum Captain (Hauptmann) befördert. 1965 ging er zurück in die Vereinigten Staaten und lehrte an der United States Military Academy Ingenieurwissenschaften.

### Vietnamkrieg
Als Schwarzkopf 1965 in seinem ersten Jahr an der Fakultät in West Point lehrte, entschloss er sich, nach Südvietnam zu gehen und dort als Militärberater der Military Assistance Advisory Group im aufflammenden Vietnamkrieg zu dienen.
Im Vietnamkrieg diente Schwarzkopf als Berater für eine südvietnamesische Luftlandedivision und wurde in dieser Verwendung zum Major befördert. Nach einem Jahr Dienst in Vietnam (tour of duty), zwei größeren Schlachten, fünf Orden, zwei Tropenkrankheiten und einer Verwundung kehrte er in die Vereinigten Staaten zurück und beendete die verbleibenden zwei Jahre seiner Lehrtätigkeit in West Point. 1968 wurde er dann zum Lieutenant Colonel befördert und heiratete. Anfang 1970 ging er erneut für ein Jahr nach Vietnam. Schwarzkopf musste in dieser Zeit ganze Truppenverbände von Grund auf neu organisieren.

### Aufstieg zum General

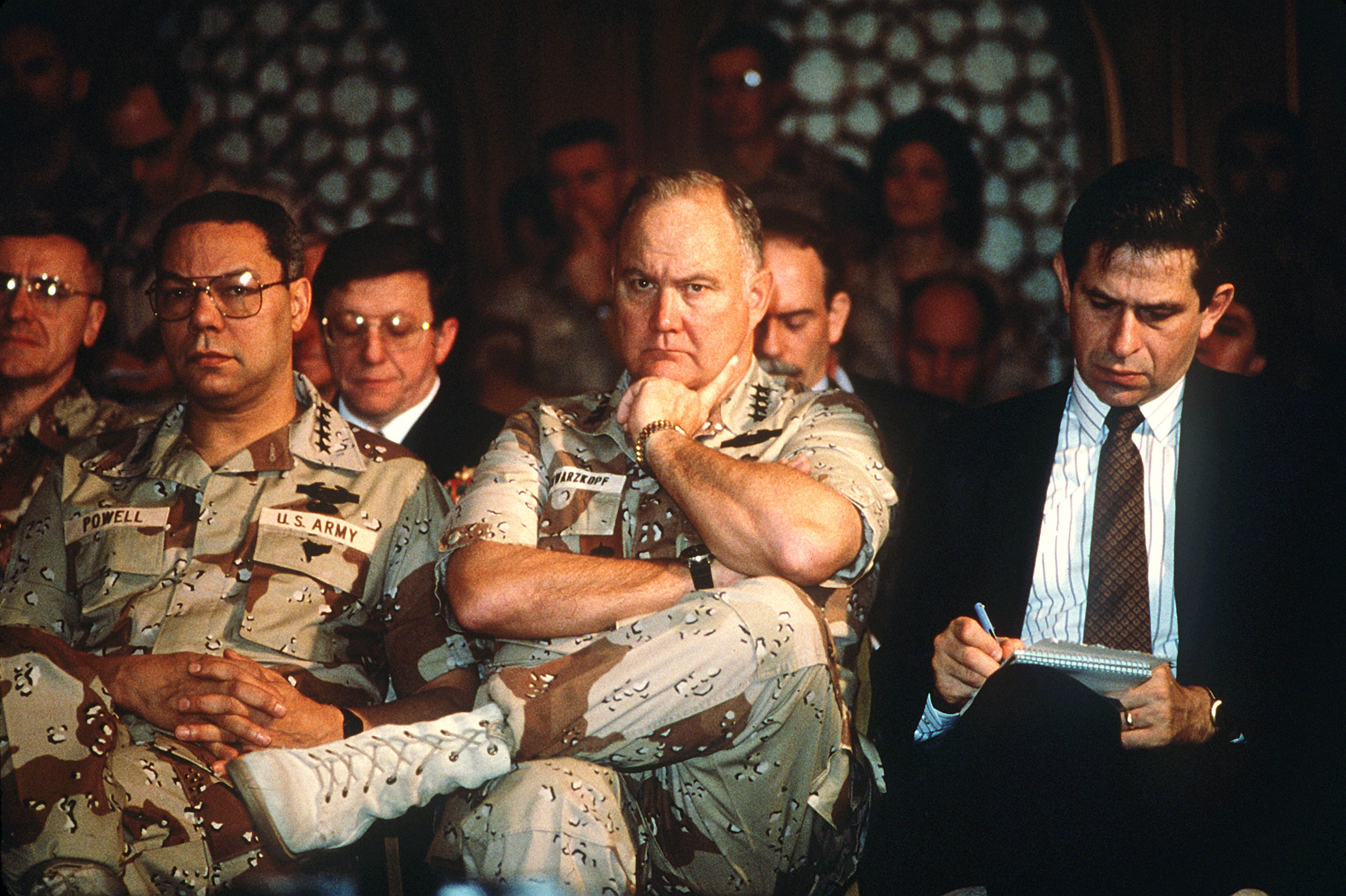
General Schwarzkopf, General Colin Powell (links) und Paul Wolfowitz (rechts) bei einer Pressekonferenz des Verteidigungsministers Dick Cheney während des Zweiten Golfkrieges 1991.

Während der 1970er Jahre absolvierte er das US Army War College, diente im Generalstab der Army und war später als stellvertretender Kommandeur der US-Truppen in Alaska unter Brigadegeneral Willard Latham eingesetzt.
Nach der Beförderung zum Brigadegeneral diente Schwarzkopf zwei Jahre als stellvertretender Offizier für Planung und Strategie (J-3) beim US Pacific Command. Danach war er als assistierender Divisionskommandeur (Nachschub) der 8. US-Infanteriedivision (mechanisiert) und zugleich als US-Standortältester von Mainz eingesetzt und war daher für die US-Sicherheitskräfte während des ersten Besuchs Deutschlands von Papst Johannes Paul II. im November 1980 verantwortlich, da sich der Papst auf militärischem Gelände auf dem Layenhof bei Mainz-Finthen bewegte. 1982 wurde er dann zum Major General befördert und übernahm das Kommando über die 24. US-Infanteriedivision (mechanisiert) in Fort Stewart, Georgia. Nach einem Jahr in dieser Verwendung wurde ihm das Kommando über die Bodentruppen der Operation Urgent Fury übertragen und wurde, nachdem er das Vertrauen seines Vorgesetzten gewonnen hatte, zum stellvertretenden Kommandeur der Joint Task Force ernannt. 1984 kehrte Schwarzkopf ins Verteidigungsministerium zurück und diente dort im Generalstab der Army als Assistent von Lieutenant General Carl Vuono, dem damaligen stellvertretenden Stabschef für Operationen. 1986 wurde Schwarzkopf schließlich zum Generalleutnant befördert und wurde zum Kommandierenden General des I. US-Korps in Fort Lewis ernannt. Nach einem Jahr in diesem Kommando wurde er zurück nach Washington, D.C. in das Pentagon berufen, um dort als General Vuonos Assistent zu dienen, der inzwischen Kommandeur des United States Army Training and Doctrine Command war.

### Zweiter Golfkrieg

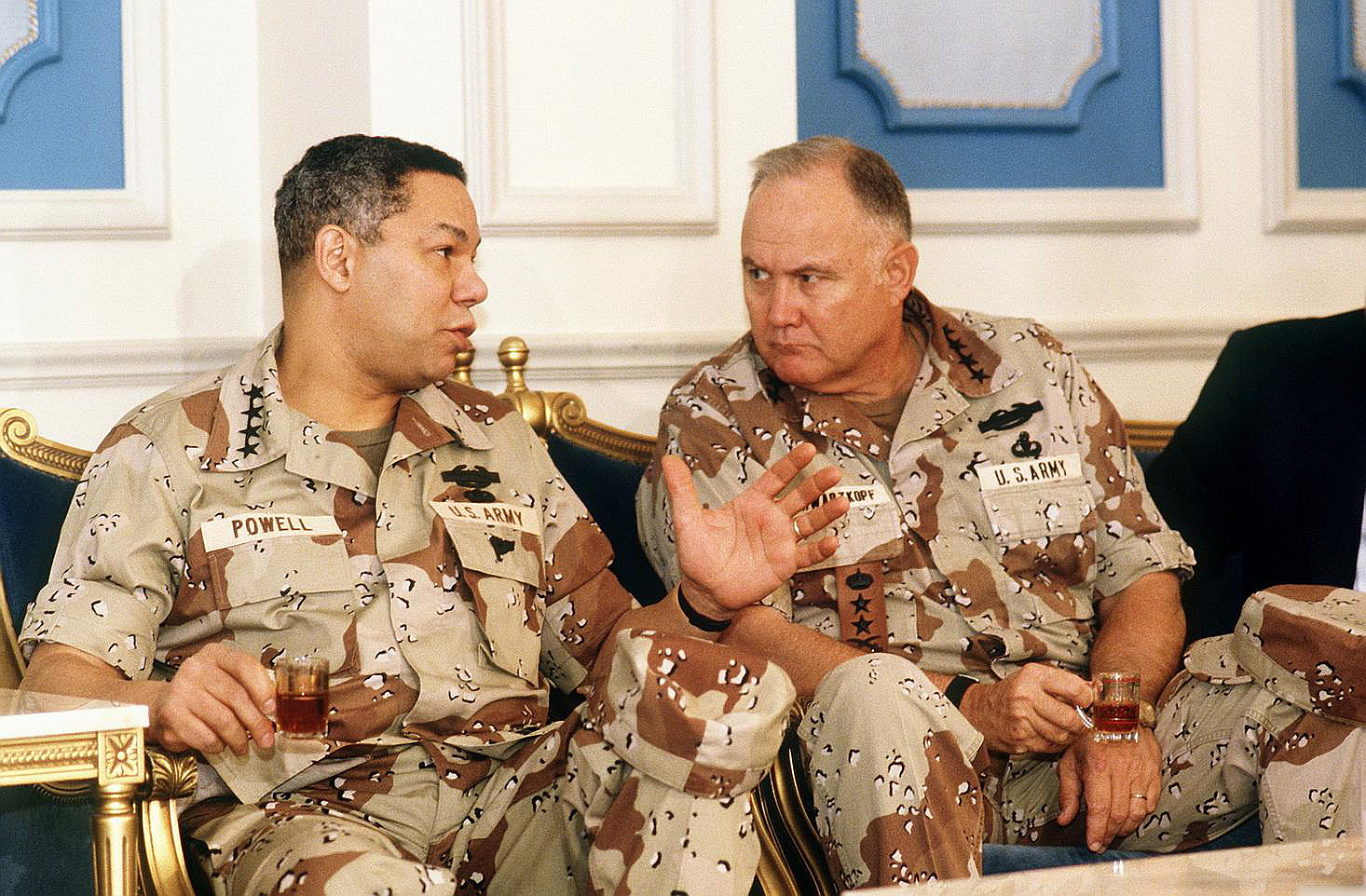
Colin Powell und Norman Schwarzkopf

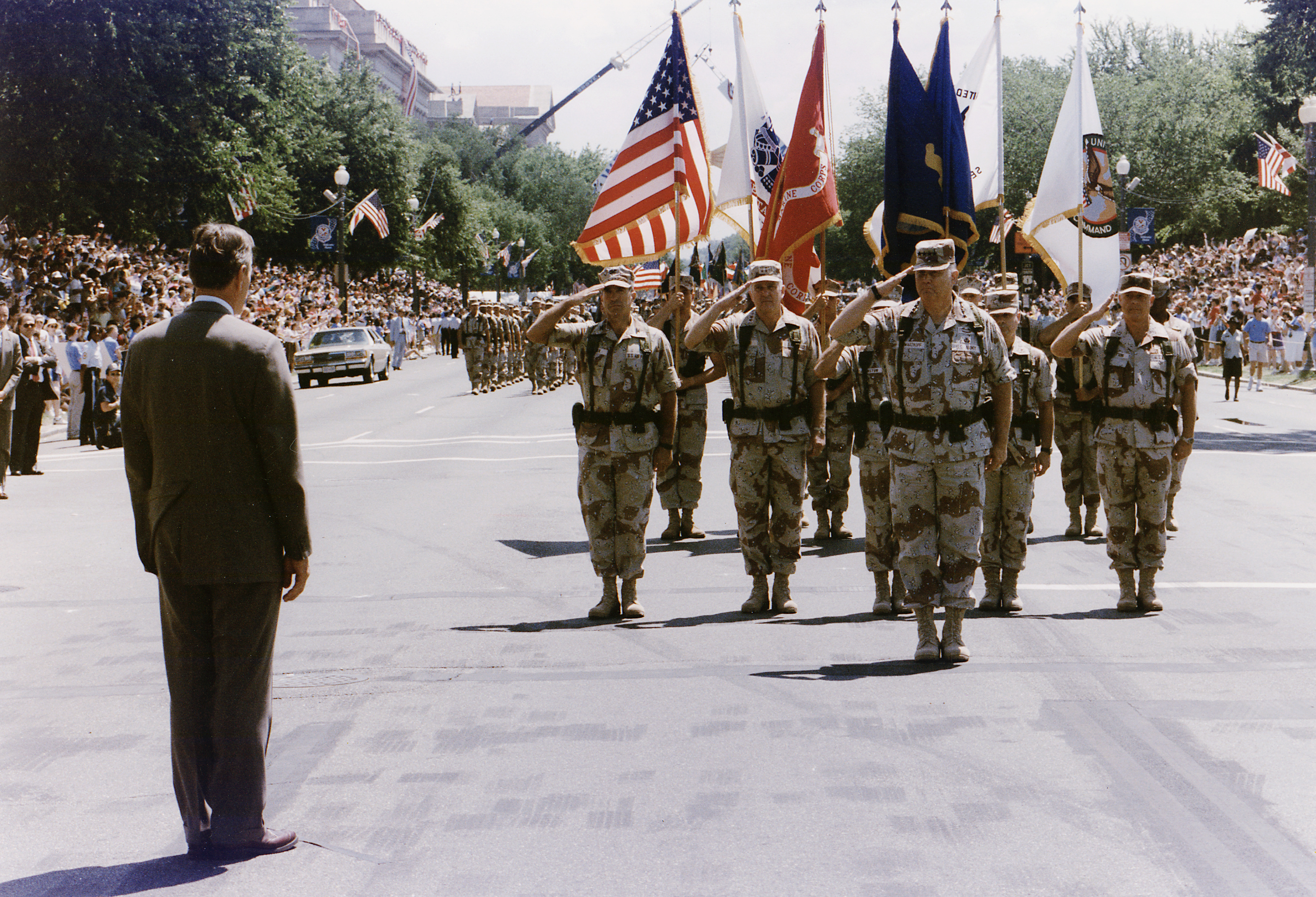
Präsident Bush Senior begrüßt Norman Schwarzkopf bei einer Parade für heimkehrende Truppen aus der Operation Desert Storm (Juni 1991)

1988 wurde Schwarzkopf zum General befördert und übernahm das Kommando des US Central Command (CENTCOM). In dieser Verwendung entwarf er neben anderen einen detaillierten Plan für die Verteidigung der Ölfelder im Persischen Golf, für den Fall einer Invasion durch den Irak. Der Irak-Plan diente als Grundlage für eine Übung des CENTCOM im Jahre 1990. Einige Monate später fiel der Irak in Kuwait ein, und die Pläne wurden zur Grundlage der Operationen Desert Shield und Desert Storm.
Sein Operationsplan war der sogenannte „linke Haken“ (left hook), der die US-Truppen in den Irak brachte, indem sie die irakischen Truppen umgingen, die sich in Kuwait befanden. So war der Bodenkrieg nach nur vier Tagen vorbei. Schwarzkopf war während der Operation medial sehr präsent, gab Pressekonferenzen und bekam so den Spitznamen Stormin’ Norman (dt. etwa „stürmender Norman“). Nach dem Zweiten Golfkrieg wurde er zum Ehrensoldaten der französischen Fremdenlegion (Caporal honoraire de la Légion étrangère) ernannt und ist damit der einzige US-Amerikaner, der so geehrt wurde.

## Späteres Leben
Schwarzkopf trat 1991 in den Ruhestand und veröffentlichte 1992 seine Autobiographie It Doesn’t Take a Hero (dt.: Man muss kein Held sein). Seine Memoiren hatte er für mehr als 5 Millionen US-Dollar an das US-amerikanische Verlagshaus Bantam Doubleday Dell verkauft.
1993 wurde bei ihm Prostatakrebs diagnostiziert, jedoch erfolgreich behandelt. Er war Ehrenvorstandsmitglied der Multiple Myeloma Research Foundation. Nach seiner Pensionierung wurden Gerüchte über ein Engagement in der Politik laut, die sich aber nicht bewahrheiteten. Im Ruhestand arbeitete er als militärischer Analyst, zuletzt für die Operation Iraqi Freedom. Schwarzkopf lebte zuletzt in Tampa (Florida). Er war Mitglied der Vereinigung von Menschen mit hohem Intelligenzquotienten Mensa. Er starb am 27. Dezember 2012 an den Folgen einer Lungenentzündung.

## Auszeichnungen und Ehrungen
Auswahl der Dekorationen, sortiert in Anlehnung der Order of Precedence of the Military Awards:
- Defense Distinguished Service Medal
- Army Distinguished Service Medal (4 ×)
- Navy Distinguished Service Medal
- Air Force Distinguished Service Medal
- Coast Guard Distinguished Service Medal
- Silver Star (3 ×)
- Defense Superior Service Medal
- Legion of Merit
- Distinguished Flying Cross
- Bronze Star (3 ×)
- Purple Heart (2 ×)
- Meritorious Service Medal (7 ×)
- Air Medal (9 ×)
- Army Commendation Medal (4 ×)
- National Defense Service Medal (2 ×)
- Vietnam Service Medal (5 ×)
- Presidential Medal of Freedom
- Großoffizier der französischen Ehrenlegion
- Knight Commander des Order of the Bath, als US-Bürger ohne Erhebung in den britischen Ritterstand
- Congressional Gold Medal

1990 verlieh ihm die United States Sports Academy in Daphne die Ehrendoktorwürde.